# 野性的證明

《野性的證明》（日语：野性の証明）是1978年日本劇情電影，由佐藤純彌執導，角川春樹監製，高倉健、中野良子及藥師丸博子主演。

## 演員表
- 高倉健：味澤岳史一等陸曹
- 中野良子：越智朋子／越智美佐子
- 藥師丸博子：長井賴子
- 山中喬：特殊工作隊隊員山中明
- 三國連太郎：大場一成
- 渡邊文雄（日语：渡辺文雄 (俳優)）：吉田縣警本部長
- 殿山泰司：攤檔主人
- 夏木勳（日语：夏木勲）：北野刑警

## 獎項
| - 第2屆日本電影金像獎（1979年） - 「最佳男配角獎」：夏木勳 | - 第33屆每日電影獎（1979年） - 「日本電影愛好者獎」 |

## 外部連結
- 互联网电影数据库（IMDb）上《野性的證明》的资料（英文）